# NGC 6131B
NGC 6131B is een lensvormig sterrenstelsel in het sterrenbeeld Noorderkroon. Het hemelobject werd in 1882 ontdekt door de Franse astronoom Édouard Jean-Marie Stephan.

## Synoniemen
- MCG 7-34-5
- KUG 1620+390B
- PGC 57932